# 202 км
202 км (рос. 202 км) — селище у складі Сакмарського району Оренбурзької області, Росія.

## Населення
Населення — 37 осіб (2010; 42 у 2002).
Національний склад (станом на 2002 рік):
- росіяни — 62 %